# 이명구 (국문학자)
이명구(李明九, 1924년 3월 25일 ~ 2005년 6월 17일)는 대한민국의 국문학자이다. 호는 석계(石溪).
서울에서 출생하였으며 지난날 한때 경기도 인천 제물포에서 잠시 유아기를 보낸 적이 있고 주요 세거지는 강화도. 성종(成宗) 이혈 군주의 열세번째 아들인 영산군(寧山君) 이전 공의 15대 후손. 1936년 경성사범학교부속보통학교(京城師範學校付屬普通學校) 졸업 후 휘문중학(徽文中學, 5년제)에 진학하여 1942년 졸업하였다.
서울대학교 국문과 학부와 대학원을 나왔는데 이후 그는 성균관대학교, 한림대학교 교수 등을 역임하며 《옛소설》, 《고려 가요의 연구》등을 썼다.

## 상훈과 추모
『삼민주의(三民主義)』(예문관, 1971) 역서로 자유중화민국 타이완 정부로부터 공로상을 받았다.